# Jeroen Zoet
Jeroen Zoet (* 6. Januar 1991 in Veendam) ist ein niederländischer Fußballspieler. Der Torhüter steht bei AZ Alkmaar unter Vertrag und absolvierte bisher elf Länderspiele für die niederländische Nationalmannschaft.

## Karriere

### Vereine
Zoet spielte von 2008 bis 2020 für die PSV Eindhoven in der Eredivisie. Von 2011 bis 2013 war er an den Ligakonkurrenten RKC Waalwijk ausgeliehen. Mit Eindhoven gewann er in den Spielzeiten 2014/15 und 2015/16 die Meisterschaft und jeweils anschließend auch den Supercup, 2018 erneut den nationalen Meistertitel. Im Laufe der Saison 2019/20 verlor er seinen Stammplatz und wurde im Januar 2020 für den Rest der Saison an den FC Utrecht ausgeliehen. Im September 2020 verließ er Eindhoven und wechselte zu Spezia Calcio in die italienische Serie A. Sein Vertrag in La Spezia lief zunächst bis 2022 und wurde im Mai 2022 um weitere zwei Jahre verlängert.
Am 15. Juli 2024 gab AZ Alkmaar die Verpflichtung Zoets bis 2027 bekannt.

### Nationalmannschaft
Am 10. Oktober 2015 debütierte Zoet beim 2:1-Sieg in Astana gegen die A-Nationalmannschaft Kasachstans in der niederländischen Nationalmannschaft.

## Erfolge
PSV Eindhoven
- Niederländischer Meister: 2015, 2016,  2018
- Niederländischer Supercupsieger: 2015, 2016